# Gampong Darat
Gampong Darat (Kampung Darat) is een bestuurslaag in het regentschap Aceh Barat van de provincie Atjeh, Indonesië. Gampong Darat (Kampung Darat) telt 624 inwoners (volkstelling 2010).